# 第49回全米映画批評家協会賞
49th NSFC Awards

作品賞: 

 さらば、愛の言葉よ 
第49回全米映画批評家協会賞は2014年の映画を対象としており、2015年1月3日に発表された。

## 受賞結果
※（）内は決選投票での得票数

### 作品賞
- 1位 - 『さらば、愛の言葉よ』 (ジャン＝リュック・ゴダール監督) (25)
  - 2位 - 『6才のボクが、大人になるまで。』 (リチャード・リンクレイター監督) (24)
  - 3位 - 『ターナー、光に愛を求めて』 (マイク・リー監督) (10)
  - 3位 - 『バードマン あるいは（無知がもたらす予期せぬ奇跡）』 （アレハンドロ・ゴンサレス・イニャリトゥ監督）(10)

### 監督賞
- 1位 - リチャード・リンクレイター - 『6才のボクが、大人になるまで。』 (28)
  - 2位 - ジャン＝リュック・ゴダール - 『さらば、愛の言葉よ』 (17)
  - 3位 - マイク・リー - 『ターナー、光に愛を求めて』 (12)

### 主演男優賞
- 1位 - ティモシー・スポール - 『ターナー、光に愛を求めて』 (31)
  - 2位 - トム・ハーディ - 『オン・ザ・ハイウェイ その夜、86分』 (10)
  - 3位 - ホアキン・フェニックス - 『インヒアレント・ヴァイス』 (9)
  - 3位 - レイフ・ファインズ - 『グランド・ブダペスト・ホテル』 (9)

### 主演女優賞
- 1位 - マリオン・コティヤール - 『エヴァの告白』、『サンドラの週末』 (80)
  - 2位 - ジュリアン・ムーア - 『アリスのままで』 (35)
  - 3位 - スカーレット・ヨハンソン - 『LUCY/ルーシー』、『アンダー・ザ・スキン 種の捕食』(21)

### 助演男優賞
- 1位 - J・K・シモンズ - 『セッション』 (24)
  - 2位 - マーク・ラファロ - 『フォックスキャッチャー』 (21)
  - 3位 - エドワード・ノートン - 『バードマン あるいは（無知がもたらす予期せぬ奇跡）』 (16)

### 助演女優賞
- 1位 - パトリシア・アークエット - 『6才のボクが、大人になるまで。』 (26)
  - 2位 - アガタ・クレシャ - 『イーダ』 (18)
  - 3位 - レネ・ルッソ - 『ナイトクローラー』 (9)

### 脚本賞
- 1位 - ウェス・アンダーソン - 『グランド・ブダペスト・ホテル』 (24)
  - 3位 - ポール・トーマス・アンダーソン - 『インヒアレント・ヴァイス』 (15)
  - 3位 - アレハンドロ・ゴンサレス・イニャリトゥ、アーマンド・ボー、ニコラス・ジャコボーン、アレクサンダー・ディネラリス・Jr - 『バードマン あるいは（無知がもたらす予期せぬ奇跡）』 (15)

### 撮影賞
- 1位 - ディック・ポープ - 『ターナー、光に愛を求めて』 (33)
  - 2位 - ダリウス・コンジ - 『エヴァの告白』 (27)
  - 3位 - ファブリス・アラーニョ - 『さらば、愛の言葉よ』 (9)

### 外国語映画賞
該当作なし。

### ノンフィクション映画賞
- 1位 - 『シチズンフォー スノーデンの暴露』 (56)
  - 2位 - 『ナショナル・ギャラリー 英国の至宝』(19)
  - 3位 - 『The Overnighters』(17)

### 映画遺産賞
- ロン・マグリオッツィ
- ロン・ハッチンソン